# باشگاه فوتبال اولو
باشگاه فوتبال اولو (فنلاندی: AC Oulu) یک باشگاه فوتبال در شهر اولو، فنلاند است.
این باشگاه که در سال ۲۰۰۲ تأسیس شده سابقه یک قهرمانی در لیگ دسته اول فوتبال فنلاند را در کارنامه دارد.